# Tomás Alarcón
Tomás Alarcón, né le 19 janvier 1999 à Rancagua au Chili, est un footballeur international chilien. Il joue au poste de milieu défensif au Colo-Colo.

## Biographie

### En club
Né à Rancagua au Chili, Tomás Alarcón est formé par le O'Higgins, qui lui permet de faire ses débuts en professionnel. Il joue son premier match le 13 août 2016, lors d'une rencontre de championnat face au Deportes Iquique. Il est titularisé ce jour-là, et se fait remarquer en délivrant une passe décisive sur le but qui permet à son équipe de remporter le point du match nul (1-1 score final).
Lors de la saison 2020, il se met en évidence en inscrivant sept buts en championnat. Le 9 décembre 2020, il est l'auteur d'un doublé lors de la réception du club d'Huachipato (victoire 2-1). 
Le 13 juin 2021, est annoncé le transfert de Tomás Alarcón au Cádiz CF,. Il joue son premier match sous ses nouvelles couleurs le 14 août 2021, lors de la première journée de la saison 2021-2022 de Liga face au Levante UD. Il est titularisé et les deux équipes se neutralisent ce jour-là (1-1).
Le 23 août 2023, Tomás Alarcón rejoint le FC Cartagena sous la forme d'un prêt d'une saison.
Alarcón marque son premier et unique but pour Cartagena le 14 janvier 2024, lors d'une rencontre de championnat face au Villarreal CF B. Titulaire, il participe à la victoire de son équipe par quatre buts à un.

### En sélection nationale
Avec les moins de 20 ans, il participe au championnat sud-américain des moins de 20 ans en 2019. Lors de cette compétition organisée dans son pays natal, il joue quatre matchs. Il se met en évidence en délivrant une passe décisive contre la Bolivie, puis en marquant un but contre le Venezuela.
En janvier 2020, il participe au tournoi de qualification pour les Jeux olympiques de 2020, en officiant comme capitaine de l'équipe.
Le 6 septembre 2019, il honore sa première sélection avec l'équipe nationale du Chili, lors d'un match amical face à l'Argentine. Il entre en jeu à la place de Claudio Baeza et les deux équipes se quittent sur un match nul (0-0). Un an plus tard il est rappelé en équipe nationale.
Il est retenu dans la liste du sélectionneur Martín Lasarte pour disputer la Copa América 2021.